# Walter Großmann (Geodät)
Walter Hans Gustav Großmann (* 6. April 1897 in Norden; † 13. Oktober 1980 in Hamburg) war ein deutscher Geodät. Bis zu seiner Ernennung zum Professor für Geodäsie an der Technischen Hochschule Hannover 1943 war Großmann Direktor des Reichsamtes für Landesaufnahme.

## Leben
Der Sohn des Töchterschullehrers Rudolf Adolf Großmann und der Johanna Gerhardine Diederike, geb. Müller, besuchte das humanistische Gymnasium in Norden. Am Ersten Weltkrieg nahm er seit dem 14. September 1914 als Freiwilliger teil. Nach den Einsätzen an Ost- und Westfront, bei dem er einen Lungenschuss erlitt, wurde er im Januar 1919 als Leutnant der Reserve mit den Eisernen Kreuzen I. und II. Klasse entlassen. 1919/20 machte er ein Praktikum am Katasteramt der Stadt Norden und begann danach an der Landwirtschaftlichen Hochschule in Bonn das Studium der Geodäsie und Kulturtechnik. Während seines Studiums wurde er Mitglied beim Verein Deutscher Studenten zu Bonn. Ab 1922 war er in Ostfriesland bei der Preußischen Katasterverwaltung tätig und legte 1926 die zweite Staatsprüfung ab. 1928 wurde er abgeordnet als Assistent an das Institut für Vermessungskunde der Technischen Hochschule Berlin und beendete 1931 sein Studium als Diplomingenieur. Im gleichen Jahr heiratete er in Rathenow Ilse Stackfleth. 1932 promovierte Großmann an der Technischen Hochschule Berlin zum Dr.-Ing. mit einer Arbeit über die reduzierte Länge der geodätischen Linie und wurde dann wissenschaftlicher Hilfsarbeiter am Preußischen Geodätischen Institut in Potsdam, wo er sich mit Fragen der ellipsoidischen Geodäsie und der konformen Abbildung befasste.
Von 1923 bis zum 31. Dezember 1933 war Großmann Mitglied im Stahlhelm. Seit dem 1. Januar 1934 war er Mitglied der SA und wurde zum 20. April 1935 als Sturmführer mit der Führung des Sturms 3/R 35 in Potsdam beauftragt. Zum 1. Mai 1937 trat er der NSDAP bei (Mitgliedsnummer 4.199.161); er war zudem ab 1934 Mitglied des Reichsluftfahrtbundes, ab 1935 der Nationalsozialistischen Volkswohlfahrt sowie des NS-Bundes Deutscher Technik und des NSAHB. In der NSDAP (Ortsgruppe Eppendorf-Ost) war er ab 1940/41 als Blockhelfer aktiv. 1941 wurde ihm das Kriegsverdienstkreuz verliehen.
1932 bis 1935 war er auch Geschäftsführer des Beirats für das Vermessungswesen und wurde anschließend beim Reichsministerium des Inneren Referent für Fragen der Berufsausbildung und der geodätischen Wissenschaft.
1937 habilitierte er sich an der Technischen Hochschule Berlin und erhielt dort einen Lehrauftrag. Ab 1938 baute er in Hamburg die Hauptvermessungsabteilung VI auf. 1941 wurde er nach Berlin an das Reichsamt für Landesaufnahme versetzt, wo er die Leitung der Zentralabteilung und ab 1942 auch der Trigonometrischen Abteilung übernahm. Noch 1942 wurde er Direktor des Reichsamts.
1942 übernahm er an der Technischen Hochschule Hannover zunächst vertretungsweise den geodätischen Lehrstuhl und wurde dort im nächsten Jahr ordentlicher Professor für Geodäsie und Direktor des Geodätischen Instituts.
Großmann war ab dem 1. Februar 1943 Direktor des Geodätischen Instituts der Technischen Hochschule in Hannover und stand ihr 1950 bis 1951 als Rektor vor. 1965 wurde Großmann mit der Helmert-Gedenkmünze des Deutschen Vereins für Vermessungswesen ausgezeichnet. 1967 wurde er vom damaligen Bundespräsidenten Heinrich Lübke mit dem Großen Bundesverdienstkreuz unter anderem für die allgemeinverständliche Darstellung der Landvermessung und des Katasterwesens ausgezeichnet. Seit 1959 war er ordentliches Mitglied der Braunschweigischen Wissenschaftlichen Gesellschaft.
Zu Ehren Großmanns wird der Walter-Großmann-Preis an Absolventen der Gottfried Wilhelm Leibniz Universität in Hannover verliehen, die den Studiengang Vermessungswesen mit überdurchschnittlich bewerteten Diplomarbeiten abgeschlossen haben.
Großmann wird in einer Studie im Zusammenhang mit der Aufarbeitung und Publikation der „nationalsozialistischen Unrechtsmaßnahmen an der Technischen Hochschule Hannover – Beeinträchtigungen und Begünstigungen von 1933 bis 1945“ aufgrund seiner Biographie und Aktivitäten in der NS-Zeit als eine Person mit substantieller (NS-)Belastung angesehen.
Großmann war verheiratet und hatte vier Kinder, u. a. den Bauforscher Peter Grossmann.

## Sonstiges

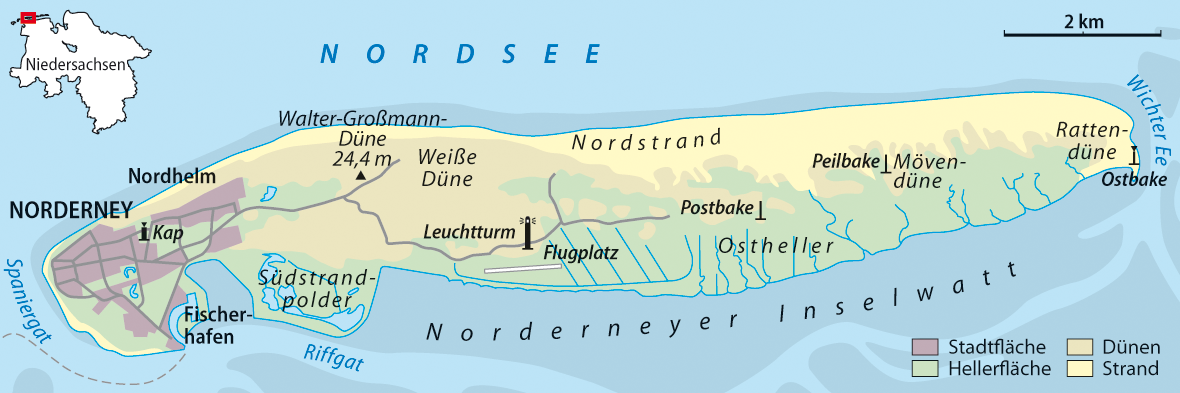
Lage der nach Walter Großmann benannten Düne auf Norderney

Die Walter-Großmann-Düne auf der Ostfriesischen Insel Norderney, mit 24,4 m ü. NN der höchste geografische Punkt Ostfrieslands, ist nach ihm benannt, ebenso der Walter-Großmann-Weg in den Herrenhäuser Gärten in Hannover.

## Veröffentlichungen
- eingeschränkte Vorschau in der Google-Buchsuche
- Walter Großmann: Geodätische Rechnungen und Abbildungen in der Landesvermessung. Verlag Konrad Wittwer, Stuttgart 1949.
- Walter Großmann: Grundzüge der Ausgleichsrechnung: nach der Methode der kleinsten Quadrate nebst Anwendung in der Geodäsie. Springer, 1952.
- Paul Georg August Werkmeister: Vermessungskunde. Trigonometrische und barometrische Höhenmessung, Tachymetrie und Ingenieurgeodäsie. Band 3. Walter de Gruyter, Berlin 1973, ISBN 3-11-004393-9.